# Tetraidrodeossicorticosterone
Il tetraidrodeossicorticosterone (3α,21-diidrossi-5α-pregnan-20-one; THDOC), o più comunemente allotetraidrossicorticosterone, è un neurosteroide endogeno. È sintetizzato dall'ormone adrenale deossicorticosterone per azione di due enzimi, la 5α-riduttasi tipo I e la 3α-idrossisteroide deidrogenasi. 
Il THDOC ha effetti sedativi, ansiolitici e anticonvulsivi.
Variazioni nei livelli normali di questo steroide, in particolare durante la gravidanza e la mestruazione, possono essere coinvolte in alcuni tipi di epilessia (epilessia catameniale), come anche nelle condizioni di stress, ansia e depressione.